# Ommatoiulus sabulosus aimatopodus
Iule incarnat
texte=Forme
Ommatoiulus sabulosus aimatopodus, l'iule incarnat, est un mille-pattes originaire du Sud de la France. Appartenant à l'espèce Ommatoiulus sabulosus (l'iule des sables), il diffère du type par l'absence, à l'âge adulte, de bandes claires longitudinales. Originellement décrit par Antoine Risso comme une espèce distincte, son statut est en fait problématique : on ignore s'il s'agit d'une vraie sous-espèce, ou bien d'un écotype. C'est certainement l'iule le plus abondant dans les régions méridionales en France.

## Description

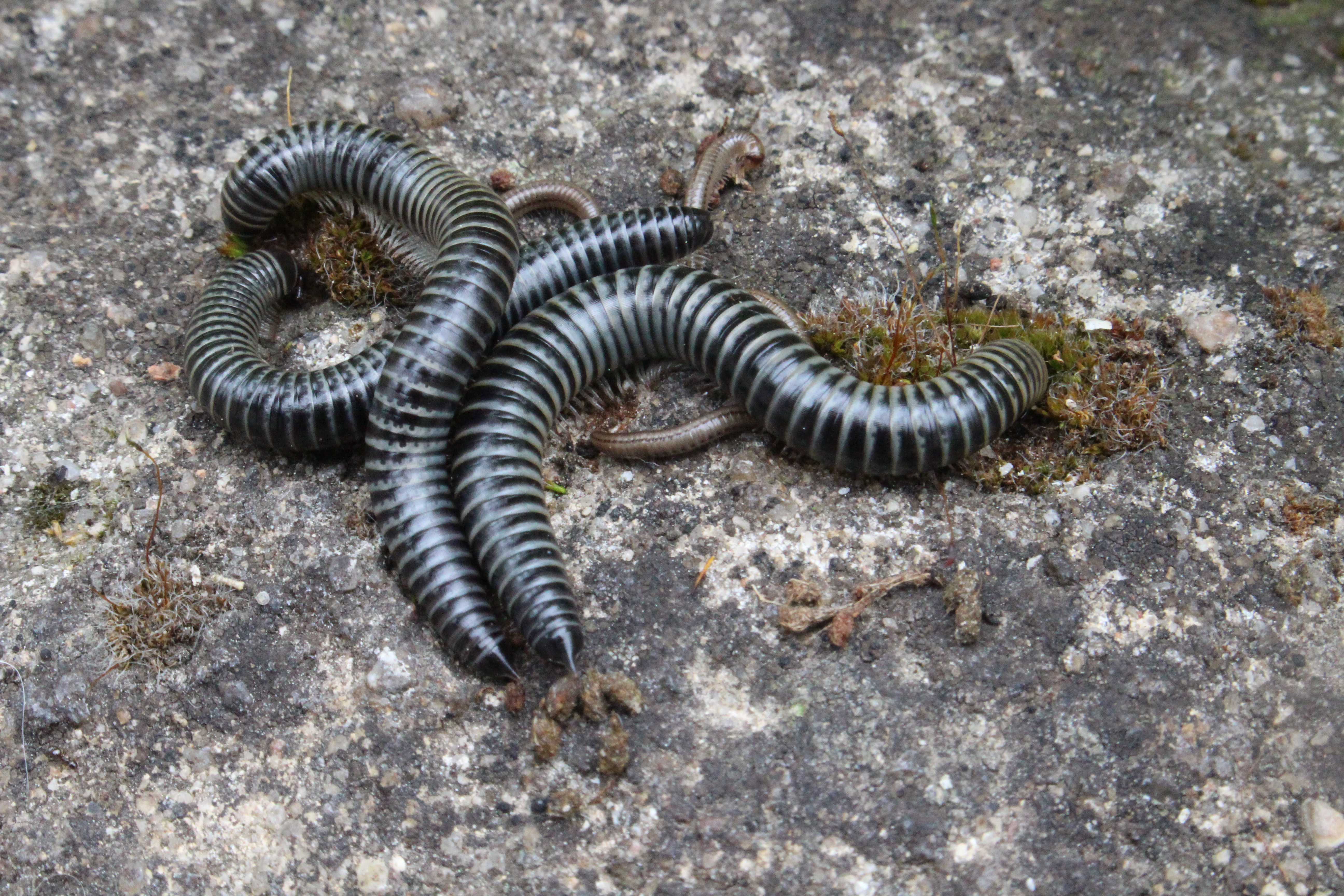
Adultes, subadultes et juvéniles rassemblés sur un vieux mur, après la pluie. Les juvéniles, bruns rayés longitudinalement, ressemblent aux autres Ommatoiulus sabulosus, tandis que les adultes et subadultes présentent les alternances d'anneaux noirs et blancs typiques de la forme.

Il s'agit d'un iule d'assez grande taille, la femelle pouvant approcher les 60 mm. Les juvéniles ressemblent aux autres Ommatoiulus sabulosus, et présentent de lignes brun-doré le long du dos, qui disparaissent avec l'âge. Les adultes présentent des alternances d'anneaux noirs et blanc-crème. Les pattes sont également claires. Dans leur allure générale, ils ressemblent au patron de coloration de Tachypodoiulus niger et T. albipes, avec lesquels ils sont fréquemment confondus. Ils se distinguent de ces derniers par les motifs des anneaux, parcourus de stries obliques (et non transversales, comme chez Tachypodoiulus), ainsi que par la forme du telson.
Le cycle biologique est également différent d'Ommatoiulus sabulosus : contrairement aux iules vivant dans les régions plus tempérées, les Ommatoiulus sabulosus aimatopodus méditerranéens se reproduisent en automne, et présentent un cycle développemental raccourci : ceci constitue sans doute une adaptation à un climat méditerranéen, plus chaud et sec, puisqu'il permet que seuls des individus adultes ou des juvéniles déjà âgés (juvéniles à partir du stade VII, la maturité sexuelle étant atteinte aux stades XI à XIII), donc les plus grands et sans doute les plus résistants, soient présents durant l'été, lorsque l'animal a à affronter les plus grandes chaleurs et sécheresses.